# Ağılönü, Beyşehir
Ağılönü là một xã thuộc huyện Beyşehir, tỉnh Konya, Thổ Nhĩ Kỳ. Dân số thời điểm năm 2011 là 310 người.